# ریک وایلز
ریک وایلز (به انگلیسی: Rick Wiles) مجری رادیو، صاحب‌نظر آمریکایی و بنیان‌گذار ترو نیوز است.
او قبل از تبدیل شدن به یک شخصیت رادیویی، در رسانه‌ها به عنوان یک مدیر بازاریابی و مدیر فروش، فعالیت داشته‌است. همچنین در اوایل دهه ۱۹۸۰ به عنوان یک مدیر فروش برای کانال‌های کابلی سی‌ان‌ان (CNN) و ای‌اس‌پی‌ان (ESPN) کار کرده‌است.

## ترو نیوز
ریک وایلز، ترو نیوز را در سپتامبر ۱۹۹۸ در دانالاس در تگزاس تأسیس کرد. پس از پنج سال برنامه‌های منظم، این خبرگزاری برای مدت کوتاهی نام خود را به نام America Freedom News تغییر داد اما ریک ویلیس دوباره آن را به نام فعلی خود یعنی TruNews تغییر داد.